# اهالی کسب‌وکار
|                                              |  |  |
| شریل سندبرگ بیزینس وومن و ایلان ماسک بیزنس‌من |  |  |

فعال تجاری، مالک کسب‌وکار یا خوداشتغال‌ها (به انگلیسی: businessperson)،  فردی است که یک بنگاه اقتصادی بخش خصوصی را راه‌اندازی نموده و مالک یا سرمایه‌گذار آن است. فعال تجاری، فعالیت‌هایی اقتصادی و بازرگانی به منظور ایجاد جریان نقدی، فروش و کسب درآمد با استفاده از آمیخته‌ای از سرمایه‌های انسانی، مالی و اقتصادی، فکری و عملی انجام می‌دهد.
فعالان تجاری گروه ناهمگنی از افراد هستند که برای خودشان کار می‌کنند و این کار ممکن است از «مالک مدیری» و داشتن یک تجارت خُرد و مستقل برای خود تا پیمان‌کاری دست‌دوم برای صنایع یا سازمانهای بزرگ متفاوت باشد. از مشخصات بارز آنان، ریسک‌پذیری است، زیرا درآمدشان ثابت نیست و به شرایط محیطی و داخلیِ کارگاه بستگی دارد.
براساس بررسی‌ها این افراد دلایلی برای سوق یافتن به مسیر راه‌اندازی کسب‌وکار دارند، این دلایل در یک جمع‌بندی کلی می‌تواند شامل مواردی همچون موارد زیر باشد:
- ناتوانی در یافتن شغل کارمندی
- کارآفرینی، به عنوان کارفرمای ایجادکنندهٔ «فرصت کار برای خود و دیگران»
- ورود به‌عنوان یک «مدل زندگی شخصی»

به گفته ماهنامه معیشت در آبان و آذر ۱۳۹۳، براساس براورد انجمن شاغلان آزاد، چهل‌ودو میلیون فرد شاغل مستقل در آمریکا وجود دارند و به گفته نشریهٔ «بیزینس ویک»، دَه میلیون نفر از آمریکایی‌ها شغل آزاد دارند. در ایران نیز پیش‌بینی‌های «معیشت» نشان می‌داد که حدود پنج‌تا هفت میلیون فرد خودشاغل یا دارای شغل آزاد که برای خودشان کار می‌کنند، وجود دارد.